# Trichomycterus
Trichomycterus és un gènere de peixos de la família dels tricomictèrids i de l'ordre dels siluriformes.

## Distribució geogràfica
Es troba des de Costa Rica fins a la Patagònia.

## Taxonomia
- Trichomycterus aguarague (Fernández & Osinaga, 2006)
- Trichomycterus albinotatus (Costa, 1992)
- Trichomycterus alternatus (Eigenmann, 1917)
- Trichomycterus alterus (Marini, Nichols & La Monte, 1933)
- Trichomycterus areolatus (Valenciennes, 1846)
- Trichomycterus arleoi (Fernández-Yépez, 1972)
- Trichomycterus auroguttatus (Costa, 1992)
- Trichomycterus bahianus (Costa, 1992)
- Trichomycterus banneaui (Eigenmann, 1912)
- Trichomycterus barbouri (Eigenmann, 1911)
- Trichomycterus belensis (Fernández & Vari, 2002)
- Trichomycterus bogotense (Eigenmann, 1912)
- Trichomycterus bomboizanus (Tortonese, 1942)
- Trichomycterus borellii (Boulenger, 1897)
- Trichomycterus boylei (Nichols, 1956)
- Trichomycterus brasiliensis (Lütken, 1874)
- Trichomycterus caipora (Lima, Lazzarotto & Costa, 2008)
- Trichomycterus caliense (Eigenmann, 1912)
- Trichomycterus candidus (Miranda-Ribeiro, 1949)
- Trichomycterus castroi (de Pinna, 1992)
- Trichomycterus catamarcensis (Fernández & Vari, 2000)
- Trichomycterus caudofasciatus (Alencar & Costa, 2004)
- Trichomycterus celsae (Lasso & Provenzano, 2002)
- Trichomycterus chaberti (Durand, 1968)
- Trichomycterus chapmani (Eigenmann, 1912)
- Trichomycterus chiltoni (Eigenmann, 1928)
- Trichomycterus chungaraensis (Arratia, 1983)
- Trichomycterus concolor (Costa, 1992)
- Trichomycterus conradi (Eigenmann, 1912)
- Trichomycterus corduvensis (Weyenbergh, 1877)
- Trichomycterus crassicaudatus (Wosiacki & de Pinna, 2008)
- Trichomycterus cubataonis (Bizerril, 1994)
- Trichomycterus davisi (Haseman, 1911)
- Trichomycterus diabolus (Bockmann, Casatti & de Pinna, 2004)
- Trichomycterus dispar (Tschudi, 1846)
- Trichomycterus dorsostriatum (Eigenmann, 1917)
- Trichomycterus duellmani (Arratia & Menu-Marque, 1984)
- Trichomycterus emanueli (Schultz, 1944)
- Trichomycterus fassli (Steindachner, 1915)
- Trichomycterus florense (Miranda-Ribeiro, 1943)
- Trichomycterus fuscus (Meyen, 1835)
- Trichomycterus gabrieli (Myers, 1926)
- Trichomycterus giganteus (Lima & Costa, 2004)
- Trichomycterus goeldii (Boulenger, 1896)
- Trichomycterus gorgona (Fernández & Schaefer, 2005)
- Trichomycterus guaraquessaba (Wosiacki, 2005)
- Trichomycterus guianense (Eigenmann, 1909)
- Trichomycterus hasemani (Eigenmann, 1914)
- Trichomycterus heterodontus (Eigenmann, 1917)
- Trichomycterus hualco (Fernández & Vari, 2009)
- Trichomycterus igobi (Wosiacki & de Pinna, 2008)
- Trichomycterus iheringi (Eigenmann, 1917)
- Trichomycterus immaculatus (Eigenmann & Eigenmann, 1889)
- Trichomycterus itacambirussu (Triques & Vono, 2004)
- Trichomycterus itacarambiensis (Trajano & de Pinna, 1996)
- Trichomycterus itatiayae (Miranda-Ribeiro, 1906)
- Trichomycterus jacupiranga (Wosiacki & Oyakawa, 2005)
- Trichomycterus jequitinhonhae (Triques & Vono, 2004)
- Trichomycterus johnsoni (Fowler, 1932)
- Trichomycterus knerii (Steindachner, 1882)
- Trichomycterus landinga (Triques & Vono, 2004)
- Trichomycterus latidens (Eigenmann, 1917)
- Trichomycterus latistriatus (Eigenmann, 1917)
- Trichomycterus laucaensis (Arratia, 1983)
- Trichomycterus lewi (Lasso & Provenzano, 2002)
- Trichomycterus longibarbatus (Costa, 1992)
- Trichomycterus maracaiboensis (Schultz, 1944)
- Trichomycterus maracaya (Bockmann & Sazima, 2004)
- Trichomycterus mboycy (Wosiacki & Garavello, 2004)
- Trichomycterus megantoni (Fernández & Chuquihuamaní, 2007)
- Trichomycterus meridae (Regan, 1903)
- Trichomycterus migrans (Dahl, 1960)
- Trichomycterus mimonha (Costa, 1992)
- Trichomycterus mirissumba (Costa, 1992)
- Trichomycterus mondolfi (Schultz, 1945)
- Trichomycterus motatanensis (Schultz, 1944)
- Trichomycterus naipi (Wosiacki & Garavello, 2004)
- Trichomycterus nigricans (Valenciennes, 1832)
- Trichomycterus nigroauratus (Barbosa & Costa, 2008)
- Trichomycterus nigromaculatus (Boulenger, 1887)
- Trichomycterus pantherinus (Alencar & Costa, 2004)
- Trichomycterus paolence (Eigenmann, 1917)
- Trichomycterus papilliferus (Wosiacki & Garavello, 2004)
- Trichomycterus paquequerense (Miranda-Ribeiro, 1943)
- Trichomycterus pauciradiatus (Alencar & Costa, 2006)
- Trichomycterus pirabitira Barbosa & Azevedo-Santos, 2012
- Trichomycterus piurae (Eigenmann, 1922)
- Trichomycterus plumbeus (Wosiacki & Garavello, 2004)
- Trichomycterus potschi (Barbosa & Costa, 2003)
- Trichomycterus pradensis (Sarmento-Soares, Martins-Pinheiro, Aranda & Chamon, 2005)
- Trichomycterus pseudosilvinichthys (Fernández & Vari, 2004)
- Trichomycterus punctatissimus (Castelnau, 1855)
- Trichomycterus punctulatus (Valenciennes, 1846)
- Trichomycterus ramosus (Fernández, 2000)
- Trichomycterus regani (Eigenmann, 1917)
- Trichomycterus reinhardti (Eigenmann, 1917)
- Trichomycterus retropinnis (Regan, 1903)
- Trichomycterus riojanus (Berg, 1897)
- Trichomycterus rivulatus (Valenciennes, 1846)
- Trichomycterus roigi (Arratia & Menu-Marque, 1984)
- Trichomycterus romeroi (Fowler, 1941)
- Trichomycterus sandovali (Rodríguez, 2006)
- Trichomycterus santaeritae (C. H. Eigenmann, 1918)
- Trichomycterus santanderensis (Castellanos-Morales, 2007)
- Trichomycterus septentrionale (Behre, 1928)
- Trichomycterus spegazzinii (Berg, 1897)
- Trichomycterus spelaeus (DoNascimiento, Villarreal & Provenzaono, 2001)
- Trichomycterus spilosoma (Regan, 1913)
- Trichomycterus stawiarski (Miranda Ribeiro, 1968)
- Trichomycterus stellatus (C. H. Eigenmann, 1918)
- Trichomycterus straminius (Eigenmann, 1917)
- Trichomycterus striatus (Meek & Hildebrand, 1913)
- Trichomycterus taczanowskii (Steindachner, 1882)
- Trichomycterus taenia (Kner, 1863)
- Trichomycterus taeniops (Fowler, 1954)
- Trichomycterus taroba (Wosiacki & Garavello, 2004)
- Trichomycterus tenuis (Weyenbergh, 1877)
- Trichomycterus therma (Fernández & Miranda, 2007)
- Trichomycterus transandianum (Steindachner, 1915)
- Trichomycterus travassosi (Miranda Ribeiro, 1949)
- Trichomycterus trefauti (Wosiacki, 2004)
- Trichomycterus triguttatus (C. H. Eigenmann, 1918)
- Trichomycterus tupinamba (Wosiacki & Oyakawa, 2005)
- Trichomycterus uisae (Castellanos-Morales, 2008)
- Trichomycterus unicolor (Regan, 1913)
- Trichomycterus variegatus (Costa, 1992)
- Trichomycterus venulosus (Steindachner, 1915)
- Trichomycterus vermiculatus (Eigenmann, 1917)
- Trichomycterus vittatus (Regan, 1903)
- Trichomycterus weyrauchi (Fowler, 1945)
- Trichomycterus yuska (Fernández & Schaefer, 2003)
- Trichomycterus zonatus (C. H. Eigenmann, 1918)[3][4][5][6][7][8][9][10]